# Koło godzinne
Koło godzinne – koło wielkie na sferze niebieskiej, przechodzące przez bieguny niebieskie i np. dany obiekt astronomiczny lub punkt Barana.